# Middle Valley
Middle Valley és una concentració de població designada pel cens dels Estats Units a l'estat de Tennessee. Segons el cens del 2000 tenia 11.854 habitants.

## Demografia
Segons el cens del 2000, Middle Valley tenia 11.854 habitants, 4.294 habitatges, i 3.572 famílies. La densitat de població era de 377,3 habitants/km².
Dels 4.294 habitatges en un 37,5% hi vivien nens de menys de 18 anys, en un 70,7% hi vivien parelles casades, en un 9,4% dones solteres, i en un 16,8% no eren unitats familiars. En el 14,3% dels habitatges hi vivien persones soles el 5,3% de les quals corresponia a persones de 65 anys o més que vivien soles. El nombre mitjà de persones vivint en cada habitatge era de 2,76 i el nombre mitjà de persones que vivien en cada família era de 3,04.
Per edats la població es repartia de la següent manera: un 25,7% tenia menys de 18 anys, un 7,5% entre 18 i 24, un 29,4% entre 25 i 44, un 27,9% de 45 a 60 i un 9,5% 65 anys o més.
L'edat mediana era de 38 anys. Per cada 100 dones de 18 o més anys hi havia 92,3 homes.
La renda mediana per habitatge era de 52.534 $ i la renda mediana per família de 57.596 $. Els homes tenien una renda mediana de 39.802 $ mentre que les dones 26.313 $. La renda per capita de la població era de 22.151 $. Entorn del 4,6% de les famílies i el 5,4% de la població estaven per davall del llindar de pobresa.

## Poblacions més properes
El següent diagrama mostra les poblacions més properes.